# Chalchiuhtlicue

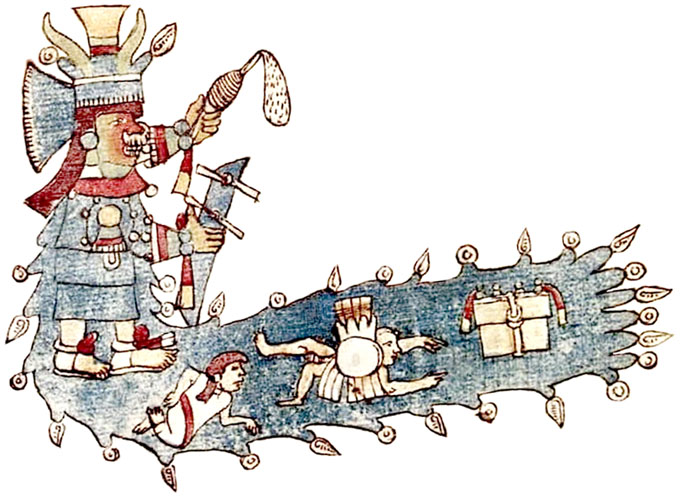
Chalchiuhtlicue

Chalchiuhtlicue, v aztéckém jazyce nahuatl Vzácná sukně, Nefritová sukně či "Paní v šatě zdobeném šperky", bohyně řek, jezer a moří, stojaté vody. Manželka aztéckého boha Tlaloca. Aby se zabránilo zármutku bohyně a následnému vysychání jezer a řek, dostávala jako oběti jadeitové a malachitové vzácné předměty, popř. ženy a děti.